# 克莱门特·艾德礼
第一代艾德禮伯爵克萊曼·理查·艾德禮，KG，OM，CH，PC，FRS（1883年1月3日—1967年10月8日），英國政治家，1945年大選帶領工黨取得壓倒性勝利，並意外地擊倒在第二次世界大戰領導英國的邱吉爾，出任首相一職。他是工黨首位能夠度過一個國會會期，並能在國會擁有多數優勢的首相。艾德礼仍然是任期最长的工党领袖，并被历史学家和公众广泛认为是英国最伟大的首相之一。
在艾德禮政府的帶動下，英國在戰後走入了「戰後共識」的階段。「戰後共識」乃原始於在1942年發表的《貝弗里奇報告》，該報告建議英國戰後應擴充社會服務系統，並按照凱恩斯主義的方針，推行全民就業等政策。這報告後來被艾德禮政府所接納，結果他在任內大力為公用事業和主要工業進行了國有化，並設立了國民保健署，使英國逐漸走上福利國家的道路。保守黨最初反對這種方針，但不久以後卻支持，並為歷屆政府所沿襲，因此產生了所謂的「戰後共識」。「戰後共識」的時代一直至戴卓爾夫人在1970年代成為保守黨黨魁才走上終結。
在對外事務上，艾德禮政府見證大英帝國的急速解體，當中以印度次大陸地區最為顯著，印度、緬甸、錫蘭和巴基斯坦都相繼獨立。他支持马歇尔计划运用美国资金重建西欧，并在1949年促成了针对东方集团的北大西洋公约组织。在领导工党在1950年大选中带领工党取得微弱优势后，他派遣英国军队在朝鲜战争中与韩国并肩作战。
根據2004年「国际市场和舆论研究机构」（MORI）的調查顯示，艾德禮得到大多數受訪教授的肯定與推介，因而獲選為20世紀和平時期最具效率的英國首相。

## 生平

### 早年生涯
艾德禮在1883年1月3日生於倫敦普特尼的一個中產家庭，早年入讀諾夫賀學校、黑利伯里及帝國服務書院和牛津大學大學學院，1904年畢業後成為律師。他早年曾經在倫敦東區為貧民區的孩子服務，因此使他逐漸支持社會主義。艾德禮在1908年退出費邊社，加入了独立工党，並在1913年成為倫敦政治經濟學院的講師，但旋因第一次世界大戰在1914年爆發而應募入伍。

### 政治生涯
在第一次世界大戰期間，艾德禮曾經在加利波利和美索不達米亞服役，其後在戰事中受重傷而送返英格蘭休養，康復後再在1918年送到法國的西線，但當時大戰已近尾聲，而他在大戰完結時則以少校的身份回國。戰後，艾德禮再次返回倫敦政治經濟學院擔任講師，並開始投身政治。他最先在1919年成為倫敦斯特普尼自治市的市長，及後又在1922年大選出選位於斯特普尼的萊姆豪斯選區，並當選為下議院議員，從此進入議會。當選議員後，他曾經在短暫的1922年會期中，擔任拉姆齊·麥克唐納的國會私人秘書。
艾德禮在1924年首次加入政府，在拉姆齊·麥克唐納的「首個工黨政府」中出任戰爭次官一職，但不久即隨政府下台而去職。
在1926年，艾德禮曾積極支持全國大罷工，但到了1927年卻在不情願的情況下加入皇家的西蒙委員會，就英屬印度進行自治的可行性研究。加入這個委員會，使他無暇抽身在第二個工黨政府出任官職。一直至1930年，艾德禮才再次加入政府。事緣當時工黨議員奥斯瓦尔德·莫斯利就解決失業問題而提交了一份意見書，但意見書被否決而促使摩茲利辭去他擔任的蘭開斯特公爵領地事務大臣一職，結果該職就由艾德禮接任。而在1931年的時候，正當幾乎所有工黨的領袖人物都失去議會議席的時候，艾德禮獲改任為郵政總局局長。

### 反對黨生涯
喬治·蘭斯伯里在1931年成為工黨黨魁後，艾德禮獲委任為副黨魁。
一如麥克唐納，蘭斯伯里也是一位忠誠的和平主義者，而艾德禮最初亦和大部份工黨議員一樣，與自由黨站在同一陣線，反對在一戰以後重整軍備。工黨這種態度後來曾被邱吉爾在《風雲緊急》一書所抨擊。但是當希特勒和納粹德國崛起，蘭斯伯里又在1935年辭任黨魁以後，艾德禮又和他的工黨議員們一起反對綏靖政策。
由於蘭斯伯里辭職，艾德禮擔任臨時黨魁至1935年大選。大選以後，工黨舉行黨魁選舉，艾德禮與赫伯特·莫里森和亞瑟·格林伍德競逐，結果艾德禮成功當選，並出任黨魁至1955年。迄今為止，他是在任時間最長的工黨黨魁。

### 副首相
艾德禮當選黨魁後，一直出任反對黨領袖至1939年第二次世界大戰的爆發。後來由於英軍在挪威出師不利，使到議會對張伯倫政府提出不信任動議。雖然動議未能通過，但也促使張伯倫在1940年5月請辭。其實，張伯倫最初有意以改組戰時內閣為戰時聯合內閣，以避免自己下野的下場，但這卻在工黨引發另一場危機。關於工黨是否加入張伯倫的戰時聯合政府，各黨員曾在工黨大會作激烈的辯論，而艾德禮則認為，即使自己同意加入張伯倫的內閣，他的黨員也不會支持他。結果，工黨和自由黨最後加入了邱吉爾的聯合政府。
在二戰期間，英國政府有三個重要委員會主導戰務。頭兩個是戰時內閣和帝國國防委員會，兩者都是由邱吉爾所領導，而由艾德禮任副手。至於第三個委員會，即樞密院議長委員會，則由艾德禮任主席，而該委員會則主要負責戰時的民政事務。這種分配是因為邱吉爾善於軍務，而艾德禮則精於民政。另外，艾德禮也會在邱吉爾缺席議會的時候代為解答議員問題。
艾德禮在戰時全力支持邱吉爾的領導，而法國在1940年向納粹德國投降的時候，雖然內閣就繼續主戰或議和的決定出現分歧，但最終因為有艾德禮支持邱吉爾，使英國得以繼續作戰。此外，在整整五年間，亦只有他們兩人一直在戰時內閣任職。艾德禮最先自1940年至1942年出任掌璽大臣，1942年至1945年出任副首相。此外自1942年至1945年兼任自治領事務大臣，以及自1943年至1945年出任樞密院議長。

### 首相
由於二次大戰使英國社會出現了既深且廣的變化，遂促使社會上出現要求政府進行社會改革的急迫需求。當中，在1942年發表的《貝弗里奇報告》，更明確指出戰後政府應該以全民就業為目標，並以此為通往福利國家的踏腳石。儘管英國各主要黨派均同意這個方針，然而廣大民眾則認為如此大任，交託工黨似最為適合。
這種心態結果歐戰後舉行的1945年大選中充分表露出來。在艾德禮的領導下，工黨在選舉取得了壓倒性的勝利，並意外地擊敗尋求連任的邱吉爾，工黨組建首個多數黨政府，他成為英國首相。在對內事務上，艾德禮政府是有明確目標的，他的首位衛生部長，安奈林·貝文就在力排眾議下，成立了英國的國民保健署（National Health System，簡稱NHS）。這個當年備受爭議的機構，時至今日已為社會所普遍接受。
艾德禮政府亦大力為國內主要工業和公用事業進行國有化，當中以煤礦業和鋼業最為顯著。此外他又成立了國有的英國鐵路，又創立了國家公園系統。
然而，儘管推行以上種種的措施，英國經濟仍然受戰債累累所拖累。加上英國的經濟正過渡回和平時期，維持戰略性的軍事部署更造成了貿易差額失衡和美元短缺的問題。不過這些問題因為約翰·梅納德·凱恩斯曾經成功向美國貸款，以及斯塔福·克里普斯於1949年不情願地將英鎊貶值而得以紓緩。而從往後的日子所見，儘管戰後配給制度和煤礦短缺時有發生，但英國經濟在戰後的恢復速度其實是要比想像中快的。至於艾德禮的政府雖然曾發生貪污醜聞，但艾德禮仍然得到很大的支持。
至於皇室關係方面，艾德禮政府卻與英國皇室處於一種緊張關係中。伊利沙伯皇后（即後來的皇太后）在1947年5月17日寫的一封信就說到，她對「社會主義政府完全沒有興趣」，又指英國選民都是「差勁的人，大部份也缺乏教育，受到迷惑」，才把選票投給艾德禮，而不是戰爭英雄邱吉爾。作家韋艾特勳爵亦曾指出，皇太后是「英國皇室最右翼的成員」。
在對外事務上，艾德禮政府面對著四大問題，分別是戰後歐洲之重建、冷戰的開始、聯合國的成立以及大英帝國的去殖民化。艾德禮對前兩者尤為關心，這些事務除了得到歐內斯特·貝文協助外，艾德禮又在1945年出席了波茨坦會議，與美、蘇兩國的領導人，杜魯門和史達林會面。
在艾德禮的帶領下，英國政府立即採取不同措施，與史達林和蘇聯改善關係。1946年，艾德禮邀請了一批蘇聯科學家和工程師到英國。這批專家曾向英方表示，希望可以到訪勞斯萊斯的飛機引擎製造工廠，並參觀由法蘭克·惠特爾設計的尼恩引擎。史達林曾私下表示沒有「白痴願意售賣自己的秘密」，而英國皇家空軍亦表達強烈反對。但是在極左的貿易委員會主席，斯塔福·克里普斯爵士的籌劃下，蘇方的科學隊伍最終仍悉數取得他們所需的資料。而艾德禮本人更同意向蘇聯贈送40部尼恩引擎。結果，蘇聯人不久以後即憑尼恩引擎，秘密地改良出克里莫夫VK-1引擎，並使用於米格-15戰鬥機（蘇方沒有繳納版權費）。蘇聯其後更把這種機派到北韓，迫使美軍不能再在該區派出B-29轟炸機，也使聯合國對韓國的制空權受到很大威脅。
艾德禮內閣又對美國推動馬歇爾計劃起一定的幫助，而這計劃亦對恢復歐洲經濟起了很大作用。至於當史達林後來佔領了整個東歐，又暗中顛覆巴爾幹半島的各國政府的時候，艾德禮和歐內斯特·貝文方才醒悟到蘇聯之不可信賴。由於艾德禮不再信任蘇聯，遂促成了北約的創立。此外，艾德禮任內又成功研發英國首件核子武器，但是要到1952年，英國才首次成功試爆核武，當時艾德禮已經下台。

艾德禮與美國總統杜魯門和蘇聯領導人史達林出席波茨坦會議

在巴勒斯坦託管地的問題上，艾德禮促成英軍撤出巴勒斯坦地區，並按照了社會輿論的意願，將巴勒斯坦問題交由聯合國解決，最終促成了以色列建國。
在殖民地事務上，艾德禮政府首次面對大英帝國的大規模解體。由於英屬印度爭取獨立成功，亦促使巴基斯坦和後來東巴基斯坦的獨立（即孟加拉的創立）。至於緬甸和锡兰亦在其任期內獨立。上述部份國家被賦予自治領的地位，並在日後逐漸發展成現今的英聯邦。
工黨在1950年大選中再度取勝，艾德禮得以連任，不過這次工黨在下議院的多數優勢已經大幅收窄。其時保守黨已經慢慢取得優勢，自由黨則步入衰落。其後，工黨內部又因為資助英國參與韓戰的問題而陷入緊張關係，甚至出現分裂，再加上英國民眾的反戰情緒日益升高、對於英國給予李承晚的韓國專制獨裁政權支援產生不滿，結果工黨失去多數後，終於在1951年大選落敗，保守黨的邱吉爾重新上任首相一職。

### 晚年與身後

艾德禮的紋章

艾德禮下台後繼續出任黨魁一職至1955年，1955年再次領導大選失敗後，他辭去工黨黨魁，此後從下議院退休，並於同年12月16日賜予貴族爵位，取得艾德禮伯爵和普勒斯伍德子爵頭銜，正式晉身上議院。
1954年8月，他接受了時任中国大陸领导人毛泽东與周恩来的邀請率代表团前往訪問中國大陸。
他在1965年1月出席了邱吉爾的喪禮，最後在1967年10月8日去世。他死後，伯爵爵位由兒子馬丁·理查·艾德禮所繼承。馬丁·理查·艾德禮在1991年去世後，伯爵爵位則由艾德禮的孫子約翰·理查·艾德禮所繼承。雖然《1999年上議院法令》使大部份世襲貴族喪失上議院席位，但約翰·理查·艾德禮仍成功保住自己的世襲議席。
艾德禮死時房產值約7,295英鎊，對一位富知名度的顯要來說，著實並不多錢。

## 家庭
艾德禮與在1922年1月10日與維爾勒·海倫·米勒（Violet Helen Millar，？—1967年6月7日）結婚，兩人育有以下子女：
- 珍妮特·海倫·艾德禮（Janet Helen Attlee，1923年2月25日—2019年2月13日）
- 費莉西蒂·安妮·艾德禮（Felicity Ann Attlee，1925年8月22日—2007年2月15日）
- 馬丁·理查·艾德禮（Martin Richard Attlee，1927年8月10日—1991年7月27日）
- 艾莉森·伊利沙伯·艾德禮（Alison Elizabeth Attlee，1930年4月14日—2016年12月21日）

## 影響
「一個謙虛的人，但他仍有很多事值得謙虛」——這是邱吉爾對艾德禮的評價。艾德禮謙虛和沉靜的背後是大有文章的，而背後的故事經歷史學家們研究後，才得以重視眼前。以政府的運作而論，艾德禮相比起歷任首相，辦事最具效率，亦最具商業作風。誠然，他的辦事作風往後都受到歷任首相的嘉許，而這種讚賞更加是不分黨派的。
在一個具備共識的政府下，艾德禮的管治藝術使他像一個善於協調的主席，不太像一個專橫獨斷的總裁，這使他贏得不少歷史學家和政治家的稱譽。即使是反對社會主義的戴卓爾主義者也曾表示對艾德禮感到仰慕。而曾在戴卓爾夫人內閣出任閣臣的索梅斯勳爵就是其中一位。他說到：「戴卓爾夫人並不真正帶領一個團隊。當你的首相要私自作所有決定的時候，那一定會把事情弄糟。艾德禮卻恰恰不會這樣，而這就是他那麼棒的原因。」即使戴卓爾夫人自己在1995年寫的回憶錄亦講到，「就艾德禮而言，無可奈何地，我的確是他的仰慕者。他是一位認真和愛國的人，與1990年代的普遍政客構成了頗強烈的对比，他為人真誠，並不作假。」
在艾德禮的領導下，英國始終成功由戰時經濟過渡到和平時期，並成功解決了遣散軍隊、外幣短缺、貿易逆差和政府支出失控等等的問題。而他任內在國內事務最大的成就，則要數任內成立的國民保健署，以及使英國在戰後成為福利國家，國民保健署至今仍影響英國社會。

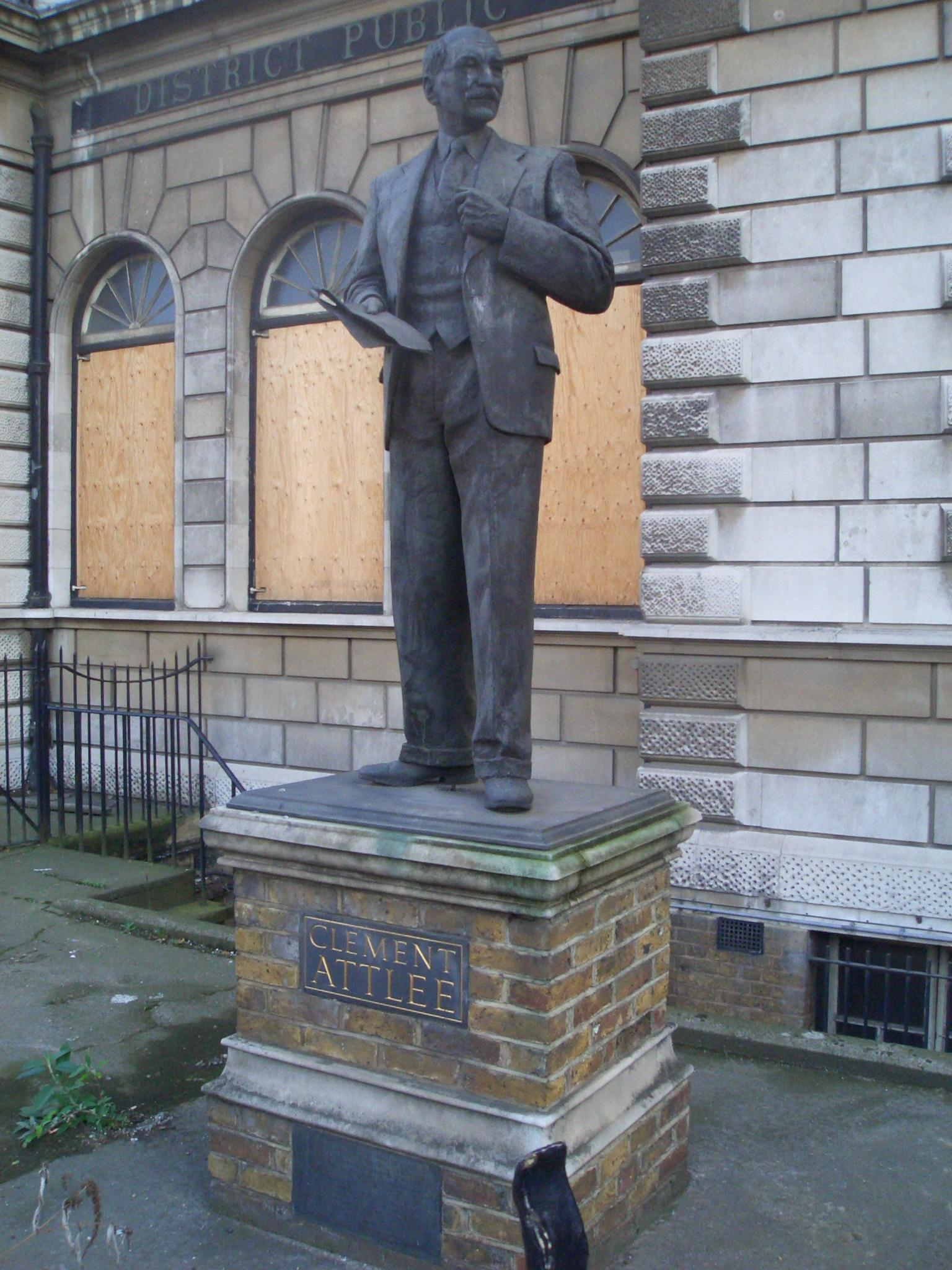
萊姆豪斯圖書館外的艾德禮銅像

至於在對外事務上，儘然當時英國人仍不知道自己將來要放眼歐洲大陸，但艾德禮卻對戰後歐洲經濟的復甦起了一定的輔助作用。此外，他在冷戰開始之時，亦成功與美國結成忠誠的盟友。由於領導作風的關係，艾德禮把對外事務的重任都交給了歐內斯特·貝文。但是著名歷史學家A·J·P·泰勒卻對貝文評價到，「他只會拒絕只有其他人才有的意見」。
以一個社會民主主義者而言，艾德禮在年青的時候仍然肯定大英帝國的價值，他更曾認為大英帝國是為全球帶來好處的一股動力。但是，他後來發覺帝國的大部份疆域都有自治的必要，最終使他以加拿大、澳洲和紐西蘭這些自治領作例子，在任內開始轉化大英帝國為英聯邦。
總括而言，他的最大成就和貢獻，相信就是成功在英國戰後，不論是政治政策，抑或經濟方針上，都使社會各界，各黨各派都達至一致的共識，而這種共識更一直牢固於政治角力場，到1970年代才有所變化。儘管學界仍有激烈的辯論，但有些觀察者認為，這種「戰後共識」至今仍然存在。

## 雜記
- 除了政治外，艾德禮的興趣還包括下棋、縱橫字謎遊戲、園藝和板球。
- 牛津大學大學學院的大飯堂內掛有艾德禮的畫像，以表彰他對英國的貢獻。